# Равалли (округ)
Округ Равалли (англ. Ravalli County) располагается в штате Монтана, США. Официально образован в 1893 году. По состоянию на 2010 год, численность населения составляла 40 212 человек.

## География
По данным Бюро переписи США, общая площадь округа равняется 6 216,006 км2, из которых 6 192,696 км2 составляет суша, а 24,346 км2  — водоёмы (около 0,39 % от площади округа).

## Население
По данным переписи населения 2000 года, в округе проживает 36 070 жителей в составе 14 289 домашних хозяйств и 10 188 семей. Плотность населения составляет 6,00 человек на км2. На территории округа насчитывается 15 946 жилых строений при плотности застройки около 3,00-х строений на км2. Расовый состав населения: белые — 96,71 %, афроамериканцы — 0,14 %, коренные американцы (индейцы) — 0,88 %, азиаты — 0,30 %, гавайцы — 0,10 %, представители других рас — 0,44 %, представители двух или более рас — 1,44 %. Испаноязычные составляли 1,88 % населения независимо от расы.
В составе 30,20 % из общего числа домашних хозяйств проживают дети в возрасте до 18 лет, 60,30 % домашних хозяйств представляют собой супружеские пары, проживающих вместе, 7,50 % домашних хозяйств представляют собой одиноких женщин без супруга, 28,70 % домашних хозяйств не имеют отношения к семьям, 24,10 % домашних хозяйств состоят из одного человека, 9,80 % домашних хозяйств состоят из престарелых (65 лет и старше), проживающих в одиночестве. Средний размер домашнего хозяйства составляет 2,48 человека, средний размер семьи — 2,94 человека.
Возрастной состав округа: 25,60 % моложе 18 лет, 6,20 % от 18 до 24, 24,70 % от 25 до 44, 28,00 % от 45 до 64 и 28,00 % от 65 и старше. Средний возраст жителя округа 41 лет. На каждые 100 женщин приходится 98,60 мужчин. На каждые 100 женщин старше 18 лет приходится 95,40 мужчин.
Средний доход на домохозяйство в округе составлял 31 992 USD, на семью — 38 397 USD. Среднестатистический заработок мужчины был 30 994 USD против 19 987 USD для женщины. Доход на душу населения составлял 17 935 USD. Около 9,60 % семей и 13,80 % общего населения находились ниже черты бедности, в том числе — 20,10 % молодежи (тех, кому ещё не исполнилось 18 лет) и 6,30 % тех, кому было уже больше 65 лет.